# Dimas Corral Rebellón
Dimas Corral Rebellón   (Mondoñedo, 3 de febrer de 1820 - Lugo, 28 de juny de 1868) fou un metge, periodista i filòsof gallec.
De 1832 fins 1836, va estudiar Filosofia i Metafísica a la Universitat de Santiago de Compostel·la i del 1840 fins 1846 va estudiar Medicina. El 1846 es doctorà en Filosofia i Medicina i fou regent de Psicologia i Lògica a la Facultat de Lletres Compostelana. Va ser doctor a Ourense i professor de Filosofia al Seminari. Després es va convertir en professor de lògica a l'Institut d'Ourense, del qual va arribar a ser director. El 1852 es va traslladar amb la seva família a Lugo. Va ser redactor de El Eco de Galicia i La Aurora del Miño (que va dirigir entre juny i juliol de 1857) i va col·laborar a El Correo de Lugo. Es va casar amb la compostelana Clara Aller Presas amb qui va tenir quatre fills: les escriptores Consuelo, Rita i Clara Corral Aller i el metge i professor militar Dimas Corral Aller.